# Phú Điền, huyện Tân Phú
Phú Điền là một xã thuộc huyện Tân Phú, tỉnh Đồng Nai, Việt Nam.
Xã có diện tích 20,33 km², dân số năm 1999 là 8548 người, mật độ dân số đạt 420 người/km².

## Hành chính
Xã Phú Điền được chia thành 5 ấp: 1, 2, 3, 4, 5.